# Еквадор на Светском првенству у атлетици на отвореном 2022.
Еквадор је учествовао на 18. Светском првенству у атлетици на отвореном 2022. одржаном у Јуџину  од 15. до 25. јула осаммнаести пут, односно учествовао је на свим првенствима до данас. Репрезентацију Еквадора представљало је 17 учесника (6 мушкараца и 11 жена) који су се такмичили у 9 дисциплини (3 мушке и 6 женских).,
На овом првенству такмичари Еквадора нису освојили ни једну медаљу.
У табели успешности према броју и пласману такмичара који су учествовали у финалним такмичењима (првих 8 такмичара) Еквадор је са 2 учесника у финалу делио 40 место са 9 бодова.
| Плас. | Земља   | 1. место | 2. место | 3. место | 4. место | 5. место | 6. место | 7. место | 8. место | Бр. финал. | Бод. |
| ----- | ------- | -------- | -------- | -------- | -------- | -------- | -------- | -------- | -------- | ---------- | ---- |
| =40.  | Еквадор | 0        | 0        | 0        | 1        | 1        | 0        | 0        | 0        | 2          | 9    |

## Учесници
| Мушкарци: - Брајан Данијел Пинтадо — 20 км ходање, 35 км ходање - Давид Хуртадо — 20 км ходање - Хорди Рафаел Хименез Аробо — 20 км ходање - Андрес Чочо — 35 км ходање - Jhonatan Javier Amores Carua — 35 км ходање - Енди Пресијадо — Десетобој | Жене: - Габријела Анахи Суарез — 200 м, 4х100 м - Андреа Паола Бониља — Маратон - Роса Чача — Маратон - Јулијана Ангуло — 4х100 м - Никол Каиседо — 4х100 м - Никол Џамин Чала — 4х100 м - Гленда Морехон — 20 км ходање - Карла Харамиљо — 20 км ходање - Магали Бонила — 35 км ходање - Паола Перез — 35 км ходање - Јулеиси Ангуло — Бацање копља |  |

## Резултати

### Мушкарци
| Атлетичар                    | Дисциплина   | Лични рекорд | Квалификације       | Квалификације     | Полуфинале | Полуфинале | Финале     | Финале      | Детаљи |
| Атлетичар                    | Дисциплина   | Лични рекорд | Резултат            | Место             | Резултат   | Место      | Резултат   | Место       | Детаљи |
| ---------------------------- | ------------ | ------------ | ------------------- | ----------------- | ---------- | ---------- | ---------- | ----------- | ------ |
| Брајан Данијел Пинтадо       | 20 км ходање | 1:19:47      |                     |                   |            |            | 1:19:34 ЛР | 5 / 43 (45) |        |
| Давид Хуртадо                | 20 км ходање | 1:20:31      | 1:21:11             | 11 / 43 (45)      |            |            |            |             |        |
| Хорди Рафаел Хименез Аробо   | 20 км ходање | 1:20:47      | 1:24:35             | 23 / 43 (45)      |            |            |            |             |        |
| Брајан Данијел Пинтадо       | 35 км ходање | 2:32:40      | 2:24:37 ЈАР, НР, ЛР | 4 / 40 (50)       |            |            |            |             |        |
| Андрес Чочо                  | 35 км ходање | 2:31:25      | 2:33:28             | 24 / 40 (50)      |            |            |            |             |        |
| Jhonatan Javier Amores Carua | 35 км ходање | 2:38:58      | Није завршио трку   | Није завршио трку |            |            |            |             |        |

#### Десетобој
| Дисциплина    | Енди Пресијадо | Енди Пресијадо | Енди Пресијадо | Енди Пресијадо | Енди Пресијадо | Енди Пресијадо |
| Дисциплина    | Лич. рек.      | Резултат       | Бод.           | Плас.          | Укупно         | Плас.          |
| ------------- | -------------- | -------------- | -------------- | -------------- | -------------- | -------------- |
| 100 м         | 10,95          | НЗ             | 0              |                | 0              |                |
| Скок удаљ     | 7,06           | НС             |                |                |                |                |
| Бацање кугле  | 15,62          | НС             |                |                |                |                |
| Скок увис     | 2,13           | НС             |                |                |                |                |
| 400 м         | 51,28          | НС             |                |                |                |                |
| 110 м препоне | 14,18          |                |                |                |                |                |
| Бацање диска  | 51,46          |                |                |                |                |                |
| Скок мотком   | 4,60           |                |                |                |                |                |
| Бацање копља  | 63,73          |                |                |                |                |                |
| 1.500 м       | 4:45,03        |                |                |                |                |                |
| Десетобој     | 8.004 НР       |                |                |                | НЗ             |                |

### Жене
| Атлетичарка                                                           | Дисциплина   | Лични рекорд | Квалификације   | Квалификације | Полуфинале   | Полуфинале | Финале                | Финале             | Детаљи |
| Атлетичарка                                                           | Дисциплина   | Лични рекорд | Резултат        | Место         | Резултат     | Место      | Резултат              | Место              | Детаљи |
| --------------------------------------------------------------------- | ------------ | ------------ | --------------- | ------------- | ------------ | ---------- | --------------------- | ------------------ | ------ |
| Габријела Анахи Суарез                                                | 200 м        | 22,90        | 22,56 (.559) КВ | 2. у гр. 1    | 22,74 НР, ЛР | 4. у гр. 3 | Није се квалификовала | 16 / 44 (45)       |        |
| Андреа Паола Бониља                                                   | Маратон      | 2:27:38      |                 |               |              |            | Нису завршиле трку    | Нису завршиле трку |        |
| Роса Чача                                                             | Маратон      | 2:28:17      |                 |               |              |            | Нису завршиле трку    | Нису завршиле трку |        |
| Јулијана Ангуло Габријела Анахи Суарес Никол Каиседо Никол Џамин Чала | 4 х 100 м    | 43,69 НР     | 44,17 НРС       | 8. у гр. 2    |              |            | Нису се квалификовале | 15 / 16            |        |
| Гленда Морехон                                                        | 20 км ходање | 1:25:29 НР   |                 |               |              |            | 1:34:27               | 19 / 39 (41)       |        |
| Карла Харамиљо                                                        | 20 км ходање | 1:29:59      | 1:36:36         | 26 / 39 (41)  |              |            |                       |                    |        |
| Магали Бонила                                                         | 35 км ходање | 2:48:46      | 2:50:39         | 12 / 35 (41)  |              |            |                       |                    |        |
| Паола Перез                                                           | 35 км ходање | 2:48:27 НР   | 2:54:15         | 16 / 35 (41)  |              |            |                       |                    |        |
| Јулеиси Ангуло                                                        | Бацање копља | 60,91 НР     | 57,28           | 10. у гр. Б   |              |            | Није се квалификовала | 17 / 27 (29)       |        |